# Acragas erythraeus
Acragas erythraeus là một loài nhện trong họ Salticidae.
Loài này thuộc chi Acragas. Acragas erythraeus được Eugène Simon miêu tả năm 1900.